# Gerrit Pels
Gerrit Pels (Woerden, 19 juli 1893 – aldaar, 2 november 1966) was een Nederlands astronoom, werkzaam aan de Sterrewacht Leiden.
Na zijn schoolopleiding in Utrecht, werd hij in 1919 tot rekenaar benoemd aan de Leidse Sterrewacht. Vanaf 1924 bestudeerde hij Jupiters Galileïsche manen, planetoïden, kometen en de eigenbewegingen van zwakke sterren, in het bijzonder leden van de Hyaden open sterrenhoop. Hij berekende baanelementen voor vele planetoïden ontdekt door Hendrik van Gent. Veel van zijn werk deed hij samen met zijn tweede vrouw, Helena Kluyver. Zij, samen met Jan Oort, publiceerde hun werk over de Hyaden in 1975, 9 jaar na zijn dood.
De planetoïde 1667 Pels werd naar hem genoemd door zijn collega Van Gent.